# Red del Espacio Profundo

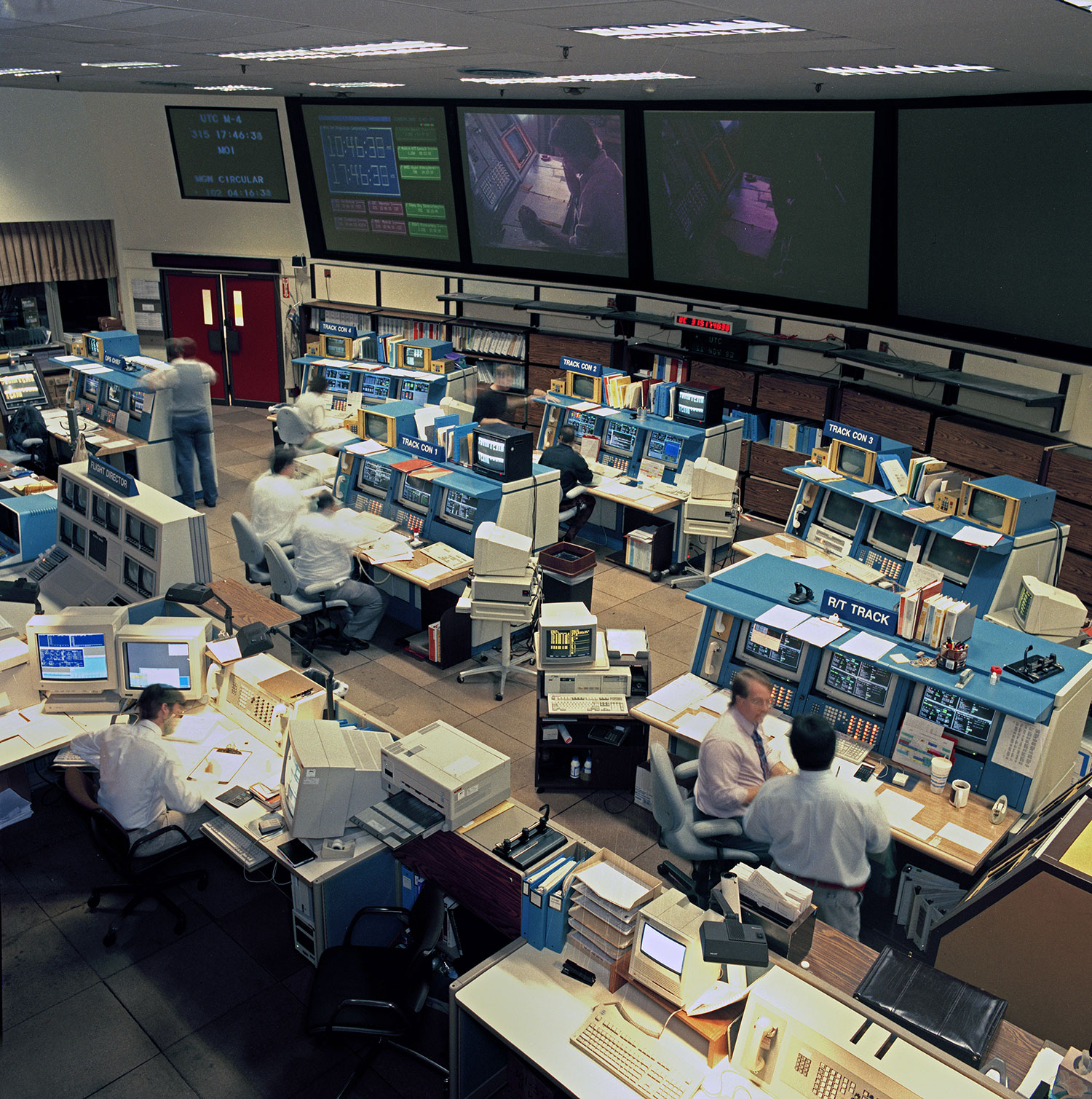
Red del Espacio Profundo en JPL

Red del Espacio Profundo, o en inglés Deep Space Network (DSN) es una red internacional de antenas de radio que sirven como apoyo a misiones interplanetarias de naves espaciales, de las observaciones de astronomía de radio y del radar para la exploración del sistema solar y del universo. También sirve de apoyo a misiones en órbitas terrestre. El DSN forma parte del Laboratorio de Propulsión a Reacción de la NASA (JPL), en Pasadena.
Hay tres complejos de antenas, cada uno se ubica aproximadamente a un tercio de la longitud de la Tierra respecto a las otras dos.
Los complejos son los siguientes:
- Camberra, situado a 40 kilómetros al sudoeste de Camberra, capital de Australia.[1] En este complejo hay 4 antenas, 3 de ellas activas: Una de 26 metros de diámetro, dos de 34 metros de diámetro y una de 70 metros de diámetro.[2]
- Madrid, situado en Robledo de Chavela, a 60 kilómetros al oeste de Madrid, capital de España.[1] Este complejo cuenta con 6 antenas: Una de 26 metros de diámetro, 4 de 34 metros de diámetro y una con 70 metros de diámetro.[3]
- Goldstone, situado a 72 kilómetros al noreste de Barstow, en el oeste de Estados Unidos.[1] Este complejo cuenta con 6 antenas: Una de 26 metros de diámetro, 4 de 34 metros de diámetro y una con 70 metros de diámetro.[1]

De esta manera, y al ser la responsable de comunicaciones interespaciales, se asegura el que al menos tenga una de las antenas preparada para comunicarse con alguna de las naves, independientemente de la posición respecto al sistema solar.

Vista desde el polo norte que muestra el campo de visión de las principales antenas del DSN. Una vez que una misión se encuentra a más de 30 000 km de la tierra, siempre está a la vista de por lo menos una de las estaciones.

## Comunicación con sondas muy alejadas
Debido a las grandes limitaciones de energía que tienen las sondas espaciales, transmiten a una potencia limitada, y cuando se encuentran muy alejadas de la tierra, la potencia con la que llega la señal hasta la tierra es sumamente pequeña. 
Por ejemplo, una sonda que transmite a 20 vatios de potencia (potencia estándar en sondas), desde la órbita de Saturno, llegará a la tierra con una potencia de 1×10-16 vatios.
Debido a esto se hace necesaria la utilización de enormes antenas parabólicas, que capten mejor las señales (cuanto más diámetro, más ganancia de antena) y equipos electrónicos de altísima calidad que permitan que el ruido sea menor a esa pequeñísima potencia de la señal. Esto se consigue haciendo que algunas partes del equipo electrónico funcionen a la temperatura de helio líquido, lo más que se ha logrado acercarse al cero absoluto, con lo cual la agitación térmica de los electrones es mínima y consecuentemente lo es su factor de ruido.

## Tecnología de las antenas y sus equipos asociados
La tecnología utilizada en las antenas y los equipos asociados a ellas es puntera. Sus amplificadores trabajan con máser, y los equipos trabajan a una temperatura de -269 °C. Esto permite que el nivel de ruido sea extremadamente pequeño, lo que  hace posible captar las señales de bajísima potencia que llegan desde las sondas espaciales más lejanas.
Para la transmisión de señales a las sondas más lejanas, las antenas de 70 metros transmiten con una potencia muy grande: unos 400 kilovatios.